# Oteșani (gmina)
Oteșani – gmina w Rumunii, w okręgu Vâlcea. Obejmuje miejscowości Bogdănești, Cârstănești, Cucești, Oteșani i Sub Deal. W 2011 roku liczyła 2641 mieszkańców.